# Jiangyin
Jiangyin (江陰市 / 江阴市,  Jiāngyīn Shì) ist eine kreisfreie Stadt am südlichen Ufer des Jangtsekiangs und nördlich des Tai Hu. Sie gehört zum Verwaltungsgebiet der bezirksfreien Stadt Wuxi, liegt im Süden der chinesischen Provinz Jiangsu, im Herzen des Jangtse-Deltas.
Die Stadt ist eine der wichtigsten Verkehrsknotenpunkte am Jangtsekiang und wirtschaftlich einer der am weitesten entwickelten Kreise in China. Jiangyin ist sowohl Straßen-, Eisenbahn- sowie Schiffsverkehrs-Knoten am Unterlauf des Jangtse. Die Jiangyin-Brücke (3071 m Spannweite) über den Jangtse verbindet die Südhälfte der Provinz (Jiangnan) mit der Nordhälfte (Subei). Die Brücke ist Stand 2025 die elft längste Hängebrücken der Welt. In der Nähe von Jiangyin befinden sich auch die zwei Freileitungsmasten der Jangtsekiang-Freileitungskreuzung, die mit 346,5 Metern höher als der Eiffelturm sind.
In Jiangyin leben auf einer Fläche von 987,4 km² 1.779.515 Einwohner (Stand: Zensus 2020). Im August 2005 begann die Planung zur Entwicklung des 188 km² umfassenden Areals „Neustadt am Hafen“ mit Wirtschafts- und Handelszonen. Die neuen Gewerbeflächen mit Standorten für Logistik und Handel umfassen auch Grün- beziehungsweise Ökologiezonen für Bewohner und für den Tourismus. Die Neustadt am Hafen soll auf Dauer das Bild der Stadt nachhaltig verändern.

## Administrative Gliederung
Jiangyin setzt sich aus sechs Straßenvierteln und elf Großgemeinden zusammen. Diese sind:
Straßenviertel:
- Chéngjiāng
- Lìgăng
- Nánzhá
- Shēngăng
- Xiàgăng
- Yúntíng

Großgemeinden:
- Chángjīng
- Gùshān
- Huángtŭ
- Huáshì
- Jiāngyīn
- Qīngyáng
- Xīnqiáo
- Xúxiákè
- Yuèchéng
- Zhōuzhuāng
- Zhùtáng

## Klima und Umgebung
Jiangyin liegt innerhalb der gemäßigten Klimazone. Die durchschnittliche Jahrestemperatur beträgt 16,2 °C.

## Verkehr

### Straßenverkehr
Die Gesamtlänge der Straßen der Stadt beträgt mehr als 500 Kilometer. Die Jangtsekiang-Brücke ist die viert größte Hängebrücke in China und verbindet die Autobahn Peking-Shanghai (Jinghu-Autobahn) mit der Hu-Ning-Autobahn (Shanghai-Nanjing).

### Eisenbahnverkehr
Die 2001 in Betrieb genommene Xin-Chang-Eisenbahn (Xinyi (Jiangsu) ↔ Changxing (Zhejiang)) verläuft durch Jiangyin. Daneben führt die Linie Zhen-Nan (Zhengjiang (Jiangsu) ↔ Nanxiang (Shanghai)), mit deren Bau 1999 begonnen wurde, über Jiangyin.

### Luftfahrt
In der Nähe der Stadt gelegene Flughafen sind Shanghai-Hongqiao (148 km entfernt), Shanghai-Pudong (180 km entfernt), Nanjing-Lukou (148 km entfernt), Wuxi-Shuofang (55 km entfernt) und der Flughafen Changzhou-Benniu (60 km entfernt).

### Seeschifffahrt
Der Jiangyin-Hafen befindet sich im Straßenviertel Ligang. Im Jahr 2013 hatte der Hafen einen Containerumschlag von 1.001.000 TEU. Er wurde im Mai 1992 von Staatsrat Chinas als erster öffentlicher Hafen genehmigt.

## Entwicklungszone „Neustadt am Hafen“
Das Infrastruktur- und Stadtentwicklungsprojekt „Neustadt am Hafen“ umfasst 188 km² und soll mittelfristig das Gesicht der Stadt nachhaltig verändern.

## Städtepartnerschaften
Jiangyin unterhält mit folgenden Städten Partnerschaften:
- Wladimir,  Russland [7]